# Балка Скелька (заказник)
Балка Скелька — ландшафтний заказник місцевого значення. Розташований біля північно-східних околиць Дніпропетровської області на межі з Донеччиною і є правою притокою річки Бик. Заказник є степовою балкою з широкими пологими схилами, порослими різнотравно-типчаковим-ковиловим степом.
Площа заказника — 507,1 га, створений у 2011 році.
Керуючі організації — Межівська райдержадміністрація.
В балці не ростуть чагарникові рослини, лише поодинокі деревця на бокових лощинах, рідкі кущі шипшини, ковила та перестріч польовий. У Балці Скельці не виявлено скелястих виходів. Навколо Балки знаходиться велика ділянка долини Бика, яка поросла вологими кострицевими луками та лучно-болотяним високотрав'ям. Балка являє собою одну з ділянок цілинного степу. Тут водяться степові види тварин, такі як: байбак, ховрах, дрофа, степовий журавель та інші.

## Історія
Утворений 6 квітня 2011 року.